# Handmaschinenstickerei Neuthal

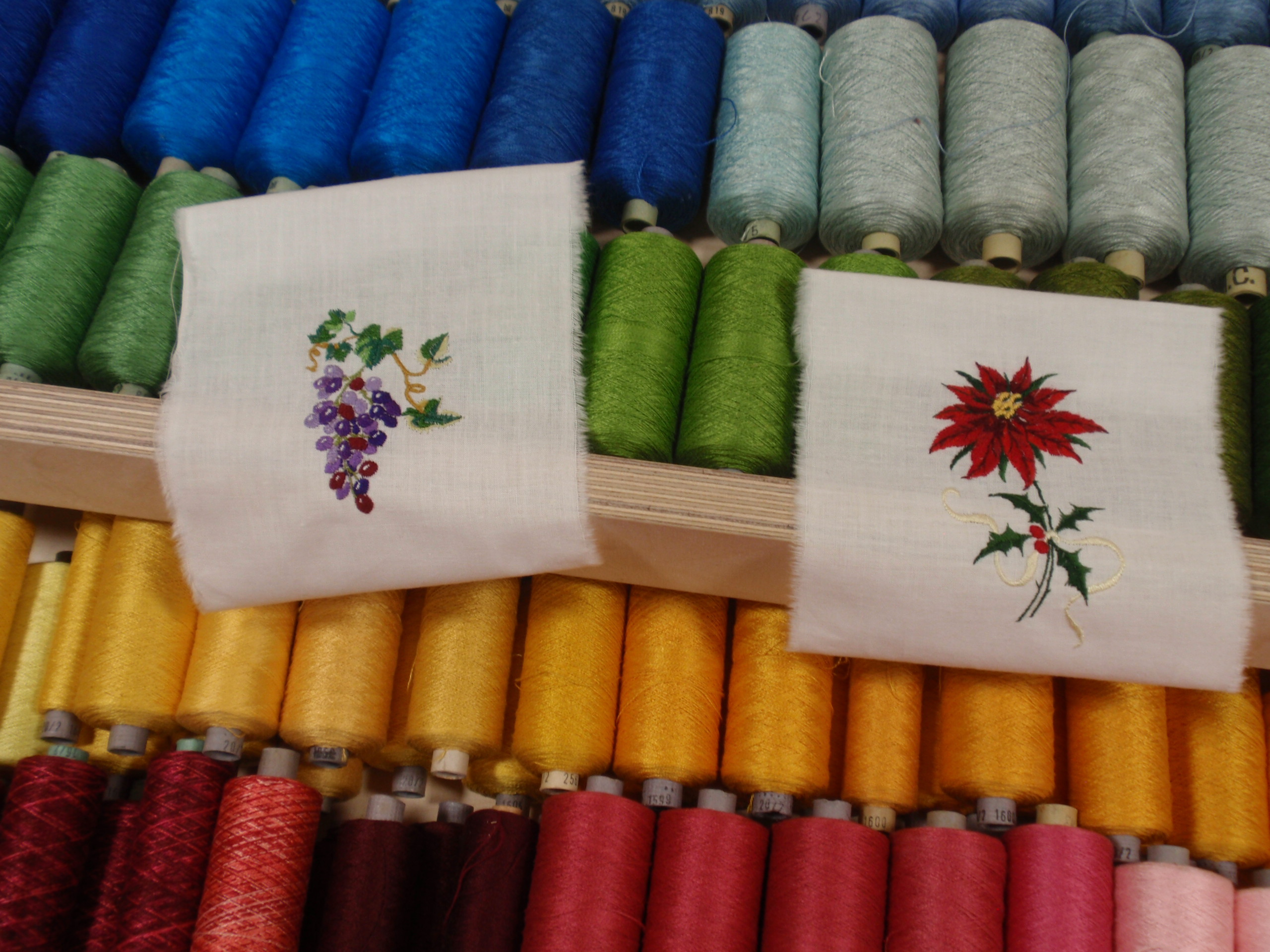
Faden und Stickerei ausgestellt in der Handmaschinenstickerei Neuthal.

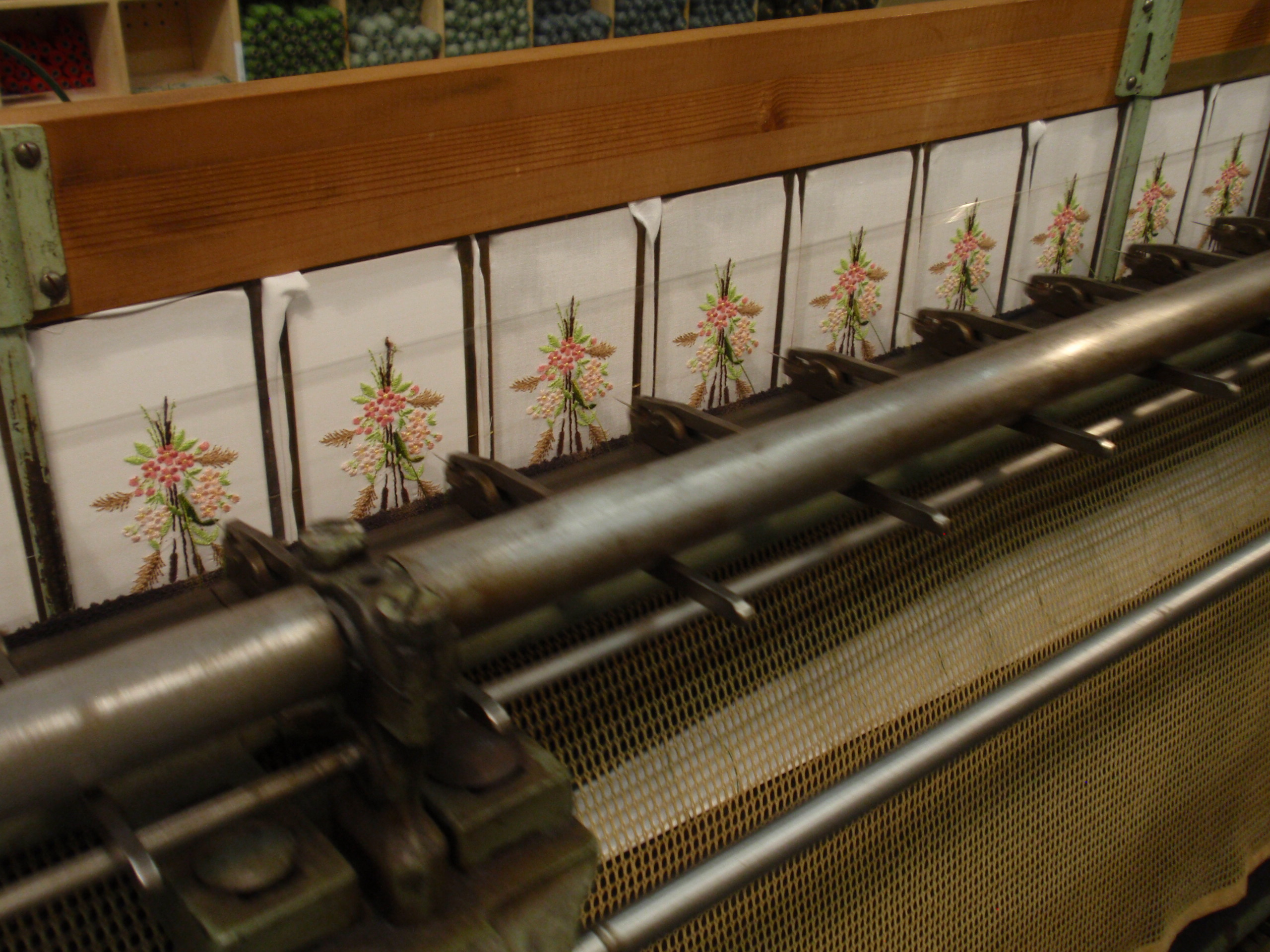
Stickereien entstehen.

Die Handmaschinenstickerei Neuthal ist eine Zürcher Gedächtnisinstitution. Sie befindet sich zwischen Bäretswil und Bauma, Kanton Zürich, eingebettet in die Industriekultur Neuthal, im historischen Baumwollmagazin aus dem Jahre 1870. Sie macht die Geschichte des ostschweizerischen und Zürcher oberländischen Handmaschinenstickens ab 1829 bis heute erlebbar.
Die Ausstellung präsentiert seit Juni 2013 zwei der letzten von einst knapp 22‘000 Handstickmaschinen. Beide sind nach dem Typus der 1870er Jahre konstruiert, die eine als Monogramm- oder Tüechlimaschine, die andere als Bandmaschine. Ergänzt werden sie von verschiedenartigen Fädelmaschinen. Ein reicher Fundus an Stickmustern zeigt den damaligen wandelnden Modegeschmack auf und ermöglicht die Produktion von bestickten Taschentüchern, Servietten, Tischsets, Läufern, Schreibkarten und textilen Applikationen.
Die fünf Meter lange Handstickmaschine ist das Werkzeug des Handmaschinenstickers. Sie vollführt nur, was er ihr zu tun vorgibt. Zwei Stickwagen bewegen bis zu 312 Nadeln hin und her und übertragen so das Stickgarn auf den Stickboden. Der Sticker führt den Stoff mit Hilfe des Storchenschnabels, der das Muster abliest, und dem Pantografen in die entsprechende Position, die mit der Nadelmalerei verziert werden soll.
Die Handmaschinenstickerei Neuthal ist seit 2019 Teil des Museum Neuthal Textil- und Industriekultur.